# Mi Marilyn
Mi Marilyn és un curtmetratge espanyol de 1975 dirigit per José Luis Garci, la seva primera obra. Amb el fil conductor de la veu de l'actor José Sacristán, tracta sobre el mite de Marilyn Monroe i el seu mite sexual a través de la seva filmografia, i com aquesta va funcionar com a "passaport a un plaer fora d'abast" per a la joventut espanyola de la dècada del 1950.

## Premis
Medalles del Cercle d'Escriptors Cinematogràfics
| Any  | Categoria           | Resultat  |
| ---- | ------------------- | --------- |
| 1975 | Millor Curtmetratge | Guanyador |